# Bendis aenaria
Bendis aenaria är en fjärilsart som beskrevs av Druce 1890. Bendis aenaria ingår i släktet Bendis och familjen nattflyn. Inga underarter finns listade i Catalogue of Life.